# Dexter (New York)
Pour les articles homonymes, voir Dexter.
Dexter est un village situé dans le comté de Jefferson, dans l'État de New York, aux États-Unis,. En 2010, il comptait une population de 1 052 habitants.

## Démographie
Lors du recensement de 2010, le village comptait une population de 1 052 habitants. Elle est estimée, en 2019, à 997 habitants.